# Paracheilinus cyaneus
Paracheilinus cyaneus là một loài cá biển thuộc chi Paracheilinus trong họ Cá bàng chài. Loài này được mô tả lần đầu tiên vào năm 1999.

## Từ nguyên
Tính từ định danh trong tiếng Latinh mang nghĩa là “xanh lam”, hàm ý đề cập đến màu ánh xanh bắt mắt khi cá đực của loài này bước vào mùa sinh sản.

## Phân bố và môi trường sống
P. cyaneus hiện chỉ được biết đến tại các đảo phía đông Indonesia, từ đông bắc Kalimantan băng qua Halmahera và Sulawesi đến tỉnh Tây Papua, được tìm thấy ở độ sâu khoảng 6–35 m.

## Mô tả
Chiều dài chuẩn lớn nhất được ghi nhận ở P. cyaneus là 7 cm. Cá đực có màu đỏ cam đến đỏ tía với các sọc đỏ và xanh lam trên đầu và thân được xếp vào kiểu A (sensu Allen và cộng sự (2016)). Khi bước vào mùa sinh sản, cá đực hiện các dải sọc màu xanh da trời trên đầu và thân. Thân trước lốm đốm các mảng màu xanh lục lam, phía trên đầu và dọc theo gốc vây lưng. Vây lưng màu ngọc lam với vệt hình nêm màu vàng đến nâu nhạt ở giữa phần gai, 5–8 tia vây dạng sợi màu trắng vàng đến hồng (thường là 8). Vây hậu môn và vây bụng có màu đỏ sẫm với viền màu xanh lam. Phần giữa của vây đuôi có những vệt màu xanh lam óng.
Số gai vây lưng: 9; Số tia vây lưng: 11; Số gai vây hậu môn: 3; Số tia vây hậu môn: 9; Số gai vây bụng: 1; Số tia vây bụng: 5.

## Phân loại
P. cyaneus nằm trong phức hợp loài của Paracheilinus filamentosus, đặc trưng bởi những con đực trưởng thành có nhiều tia vây lưng dạng sợi vươn dài (luôn là 4 trở lên) và vây đuôi xẻ sâu hình lưỡi liềm, cũng như có chung haplotype DNA ty thể.

## Lai tạp
Những cá thể lai được cho là giữa P. cyaneus với các loài Paracheilinus angulatus và Paracheilinus nursalim đã được ghi nhận trong vùng phân bố của chúng.